# Murmanszki repülőtér
A Murmanszki repülőtér (IATA: MMK, ICAO: ULMM) (orosz nyelven: Аэропорт Мурманска им. Николая II) nemzetközi repülőtér Oroszországban, amely Murmanszk közelében található. Éves utasforgalma 938 022 fő (2018).

## Futópályák
A repülőtér futópályái:
- 13/31 (2500 m, 42 m, aszfaltbeton)

## Forgalom
Az utasforgalom az elmúlt években az alábbi módon változott:
| Utasok száma | 550 311 | 545 073 | 61 411 | 667 065 | 752 488 | 845 928 | 938 022 | 1 029 661 | 899 835 | 1 355 612 |
|              | 2011    | 2012    | 2013   | 2014    | 2015    | 2017    | 2018    | 2019      | 2020    | 2021      |